# رابطة جامعات القوقاز
رابطة جامعات القوقاز هي اتحاد جامعات تأسست عام 2009.  الأعضاء في أذربيجان وجورجيا وإيران وكازاخستان ومولدوفا وشمال قبرص وروسيا وتركيا وأوكرانيا والولايات المتحدة . 

## الاهداف
- إقامة حوار بين الثقافات مع مراعاة الأهمية الجيوسياسية للمنطقة[3]
- تنظيم المهرجانات والندوات الإعلامية المشتركة وتنظيم فعاليات ثقافية وفنية ورياضية مشتركة
- إجراء برنامج تبادل المحاضرين المؤقت و برنامج تبادل طلابي مؤقت (برنامج مولانا للتبادل)
- الترجمة المتبادلة للمصنفات العلمية والأدبية
- تجميع ونشر الثقافة واللغة والمنتجات الأخلاقية الشعبية المتلاشية من خلال مشاريع مشتركة
- إجراء دراسات الاعتماد المتبادل
- بدء برامج الدبلوم المشتركة وافتتاح مدارس اللغات وتنظيم ندوات دولية
- إجراء البحوث العامة حول الثروة المادية والروحية للمنطقة

## قائمة الجامعات الأعضاء
- جامعة آغري إبراهيم تشيتشن [4]
- جامعة احمد يسيفي
- جامعة أكدنيز
- جامعة أكساراي
- جامعة الأناضول
- جامعة أردهان
- جامعة أرتفين كوروه
- جامعة أتاتورك
- جامعة أذربيجان للعمارة والبناء
- جامعة أذربيجان الطبية
- الأكاديمية الوطنية الأذربيجانية للعلوم
- أكاديمية النفط الحكومية الأذربيجانية
- جامعة باكو الأوراسية
- جامعة باكو السلافية
- جامعة ولاية باكو
- جامعة بايبورت
- جامعة بيكنت
- جامعة بينجول
- جامعة بيتليس إرين
- جامعة بوزوك
- جامعة بولنت اجاويد
- جامعة كانكايا
- جامعة الخزر
- جامعة ولاية كومرات
- جامعة الجمهورية
- جامعة دوزجي
- جامعة شرق البحر المتوسط
- جامعة ارزينجان
- جامعة أرضروم التقنية
- جامعة اسكيشهر عثمان غازي
- جامعة فرات
- جامعة ولاية جانجا
- جامعة جيرسون
- جامعة جيرن الأمريكية
- جامعة إغدير
- جامعة اسطنبول كولتور
- جامعة إزمير كاتب جلبي
- جامعة كافكاس
- جامعة كارابوك
- جامعة كارادينيز التقنية
- جامعة كاستامونو
- جامعة كيليس 7 أراليك
- جامعة مالتيب
- جامعة مصطفى كمال
- جامعة ولاية ناختشفان
- جامعة نوشهر حاج بكتاش فيلي
- جامعة نيغدة
- جامعة أوردو
- جامعة قفقاز
- جامعة رجب طيب أردوغان
- جامعة ولاية سومقايت
- جامعة تبريز
- جامعة الكلمة المتجسد ، سان أنطونيو ، تكساس ، الولايات المتحدة
- جامعة اوشاك
- جامعة يلدريم بيازيد
- جامعة يلدز التقنية

## روابط خارجية
- الموقع الرسمي باللغة الإنجليزية